# Kloster St. Scholastika Neustift

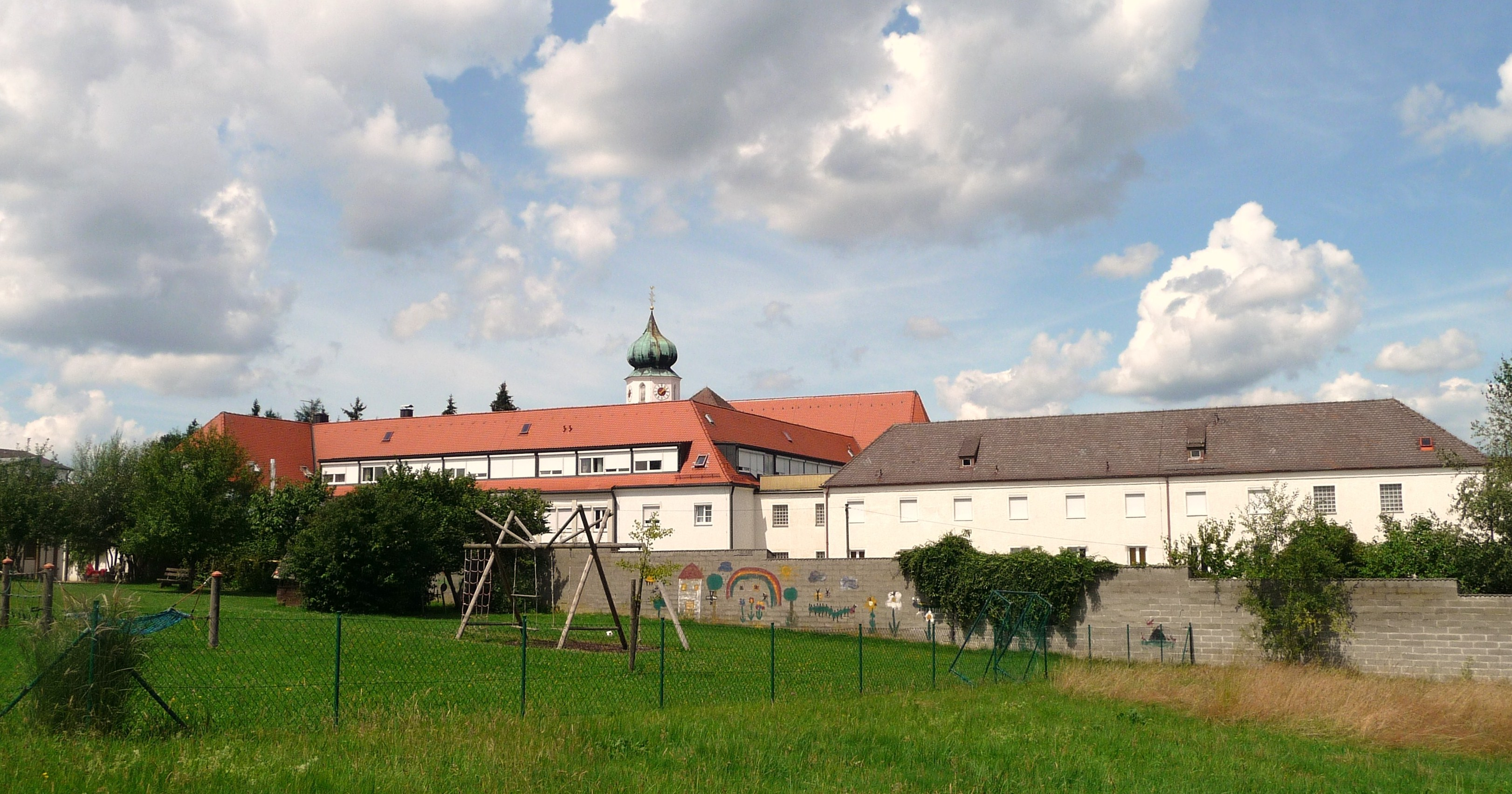
Blick auf das Kloster St. Scholastika in Neustift

Das Kloster St. Scholastika Neustift liegt in Neustift in der Gemeinde Ortenburg nahe Vilshofen an der Donau und ist das Mutterhaus der Bayerischen Provinz der Benediktinerinnen der Anbetung.

## Gründung
Als Gründungsjahr des Klosters Neustift gilt 1922. Nach der Gründung der Kongregation der Benediktinerinnen der Anbetung 1851 in Bellemagny im Elsass waren auch viele deutsche Schwestern in das französische Kloster eingetreten und in verschiedenen französischen Niederlassungen tätig. Während des Ersten Weltkriegs wurden alle 50 deutschstämmigen Schwestern gezwungen, Frankreich zu verlassen. Acht von ihnen begannen 1922 mit dem Bau eines neuen Klosters in dem niederbayerischen Dorf Neustift. Am 12. Oktober 1924 konnte das neue „Anbetungskloster St. Scholastika“, wie es anfangs hieß, eingeweiht werden.
Schon am 2. Mai 1925 wurde im Kloster eine Haushaltungsschule errichtet, am 15. Mai 1929 ein Kindergarten. Im Laufe der Zeit entstanden zahlreiche Niederlassungen der Schwestern, insbesondere in Niederbayern.

## Zeit des Nationalsozialismus

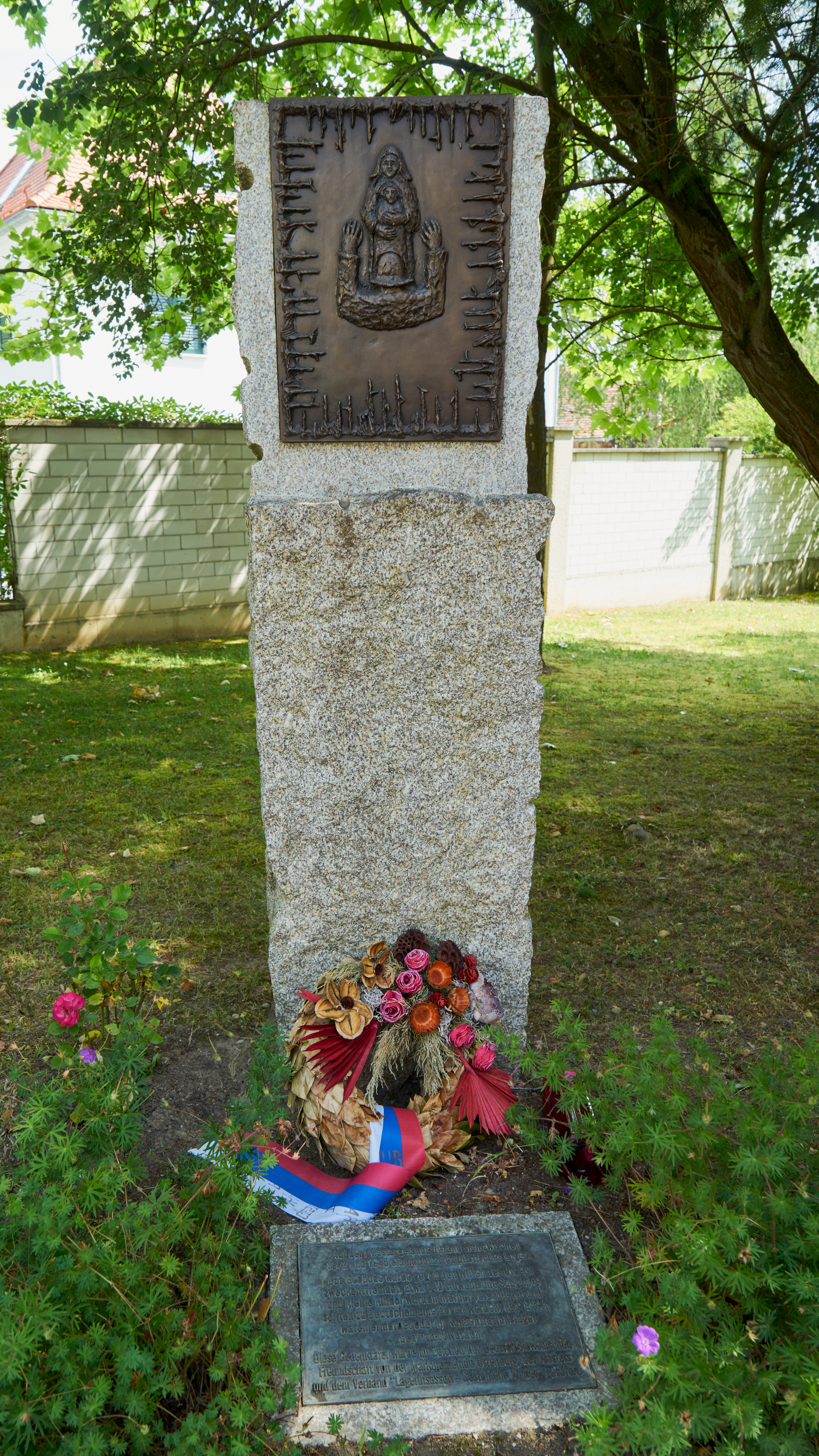
Gedenkstele für geraubte slowenische Kinder

In der Zeit des Nationalsozialismus wurden zahlreiche slowenische Kinder ihren Familien entrissen und nach Bayern verschleppt. Mehr als hundert dieser Kinder sollten im Kloster St. Scholastika Neustift „germanisiert“ werden. Zum Gedenken an das Schicksal dieser Kinder und als Mahnung wurde im Garten vor der Klosterkirche am 24. Juli 2019 eine Gedenkstele feierlich enthüllt. Neben zahlreichen Prominenten der Marktgemeinde Ortenburg und dem Künstler Christian Zeitler nahmen an der Feier auch überlebende der „gestohlenen Kinder“ teil.

## Das Kloster heute
Im Jahre 2017 lebten im Kloster Neustift 38 Schwestern, die ihr Leben nach der Regel des hl. Benedikt ausrichten und sich der Eucharistischen Anbetung widmen. Die Schwestern arbeiten in den im Haus, Garten und Verwaltung anfallenden Tätigkeitsbereichen, in der Betreuung der Gäste, aber auch in Kindergärten, Schulen und in der Kranken- und Altenpflege.
Die Benediktinerinnen haben am 21. März 2009 Schwester Helene Binder in Nachfolge von Mutter Siglinde Starnecker zur neuen Priorin gewählt.
2017 besuchte das BR Fernsehen das Kloster für die Reportage Der Letzte macht das Licht aus? Von der Umnutzung von Klöstern.

### Einrichtungen
- Die Columba-Neef-Realschule für Mädchen in Neustift
- Der Kindergarten St. Martin in Neustift
- Bis 2020 Die Heimvolksschule und der Kindergarten St. Maria in Fürstenzell
- Bis 2014 das Wohn- und Pflegezentrum St. Benedikt in Passau-Waldesruh. Im Juli 2014 wurde es an die AZURIT-Gruppe verkauft. Doch leben dort noch fünf Schwestern im Schwesternhaus und sieben stationär im Pflegebereich der Altenhilfeeinrichtung.

### Die Klosterkirche St. Pius X.

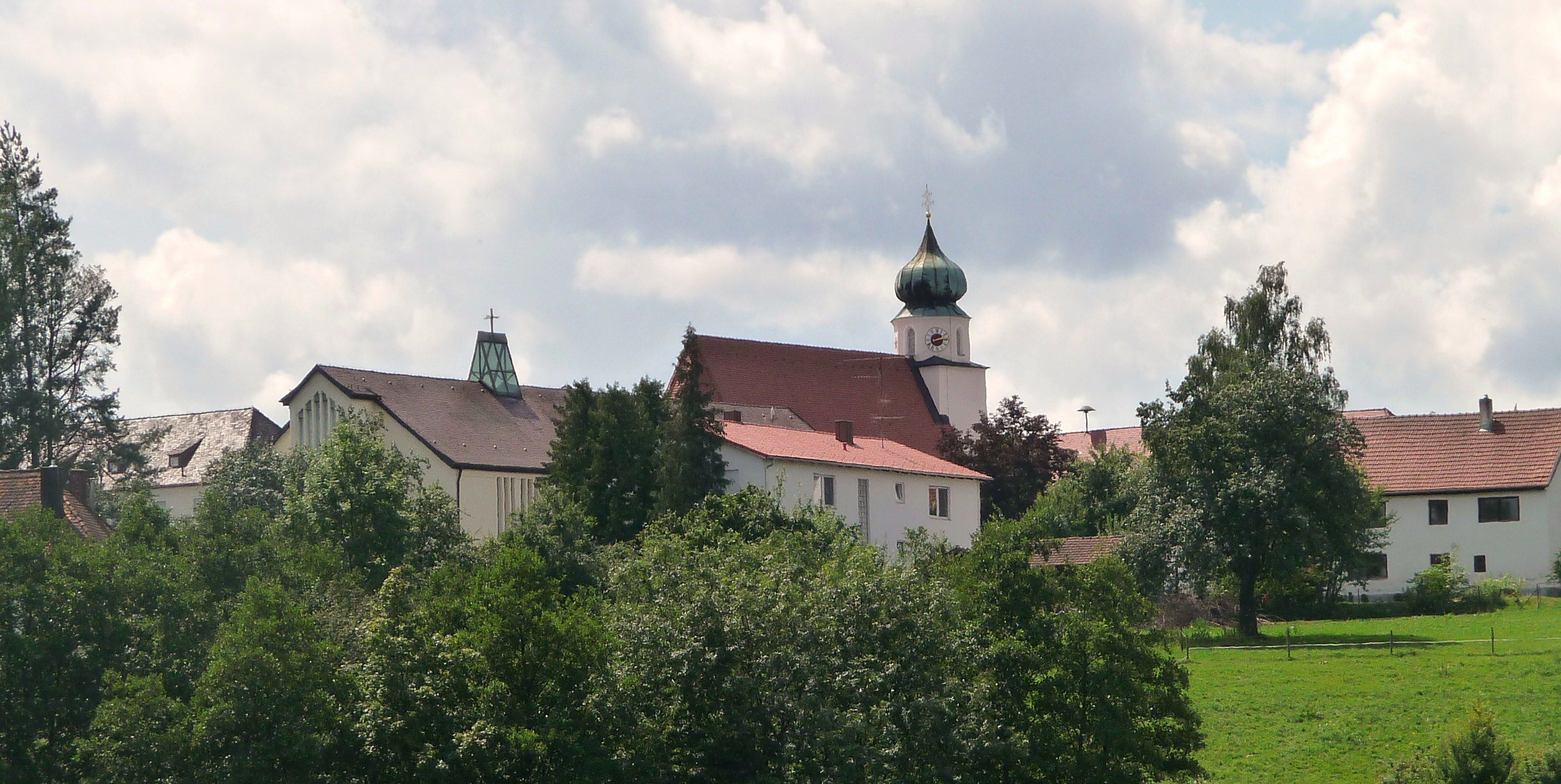
Neustift, links die Klosterkirche, in der Mitte die Pfarrkirche

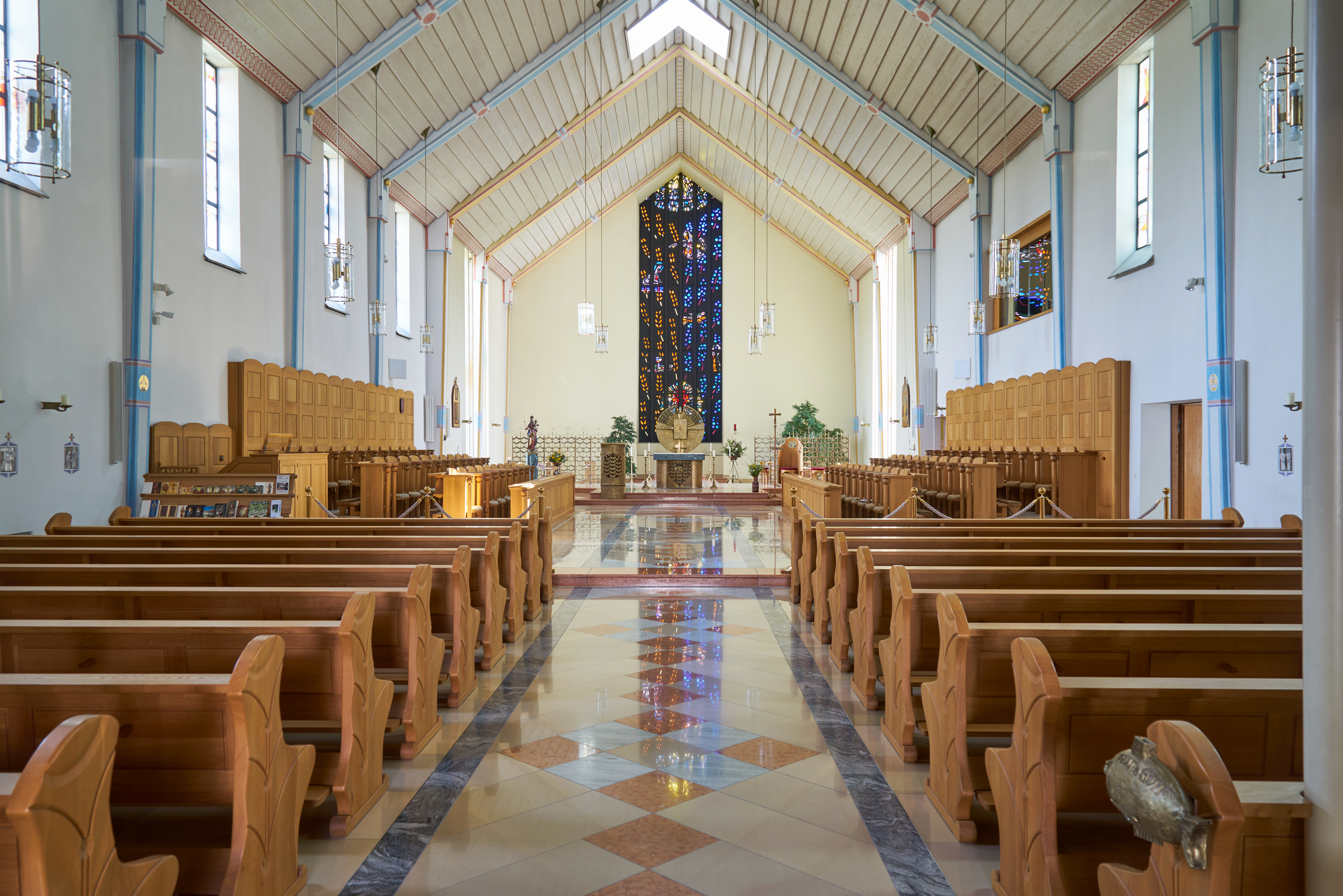
Innenraum der Kirche

Am 20. Oktober 1954 fand die Grundsteinlegung für den Neubau der Klosterkirche St. Pius statt. Der Plan für die Kirche wurde von dem Münchner Architekten Michael Steinbrecher entworfen, ausführende des Baues waren Ingenieur und Architekt Josef Kirschner und dessen Vater Baumeister Peter Kirschner.
In den Jahren 1999 und 2000 wurde die Piuskirche nach einem Entwurf des Architekten Tilmann Ott und von dem Künstler Wolf Hirtreiter neu gestaltet. Der Kirchenraum ist nun dreigeteilt in Altarraum, Chorraum und Volksraum. Im Altarraum wurde der Anbetungsbereich mit dem großen Tabernakel durch ein offenes Bronzegitter transparent abgegrenzt. Der Altar auf der Altarinsel wird durch einen eigens dafür geschaffenen Durchbruch in der Decke neu beleuchtet. Farbige Glasfenster zum Thema „Inkarnation“ („Das Wort wird Fleisch“) kamen hinzu. Das Chorfenster aus Glas und Beton der „alten“ Kirche von Prof. Franz Nagel (Kunstakademie München) zum Thema „Eucharistie“ hinter dem Tabernakel blieb erhalten. Ebenso beließ man den Kreuzweg von H. Zmarsly aus Ebersberg. Durch die Umgestaltung erhielt die Klosterkirche einen völlig anderen Charakter: viel mehr Farbe (auch durch die Medaillons an den Säulen und den neuen Boden) und Helligkeit.

## Überblick über Niederlassungen der Benediktinerinnen der Anbetung, die von Neustift ausgingen
- Exerzitienhaus der Abtei Schweiklberg (seit 1920)
- Knabenerziehungsheim Eschelbach bei Pfaffenhofen (1922–1923)
- Priesterseminar St. Stephan in Passau (1922–2008)
- Apostolische Nuntiatur in München (1925–1937)
- Herz-Jesu-Heim in Teublitz (1932–1993)
- Kinderheim und ambulante Krankenpflege in Haidmühle (1934–1946)
- Seminar St. Valentin in Passau (1934–2000)
- Bischöfliche Residenz in Passau (1936–1971)
- Knabenseminar St. Max in Passau (1939–1983)
- Christkönigskolleg in Passau-Bergfried (1940–1941 und 1955–1993)
- Maristenkloster Fürstenzell (1942–2002)
- Kindergarten und Nähschule in Passau–Auerbach (1947–1953)
- Kindergarten St. Alruna in Ortenburg (1952–1999)
- Kinderheim St. Josef in Teublitz (1956–1958)
- Seminar St. Altmann in Burghausen (1956–1990)
- Exerzitienhaus Passau–Mariahilf, heute Spectrum Kirche Maria Hilf (1960–2006)